# Amblyocarenum nuragicum
Espèce
Amblyocarenum nuragicum est une espèce d'araignées mygalomorphes de la famille des Nemesiidae.

## Distribution
Cette espèce est endémique de Sardaigne en Italie.

## Description

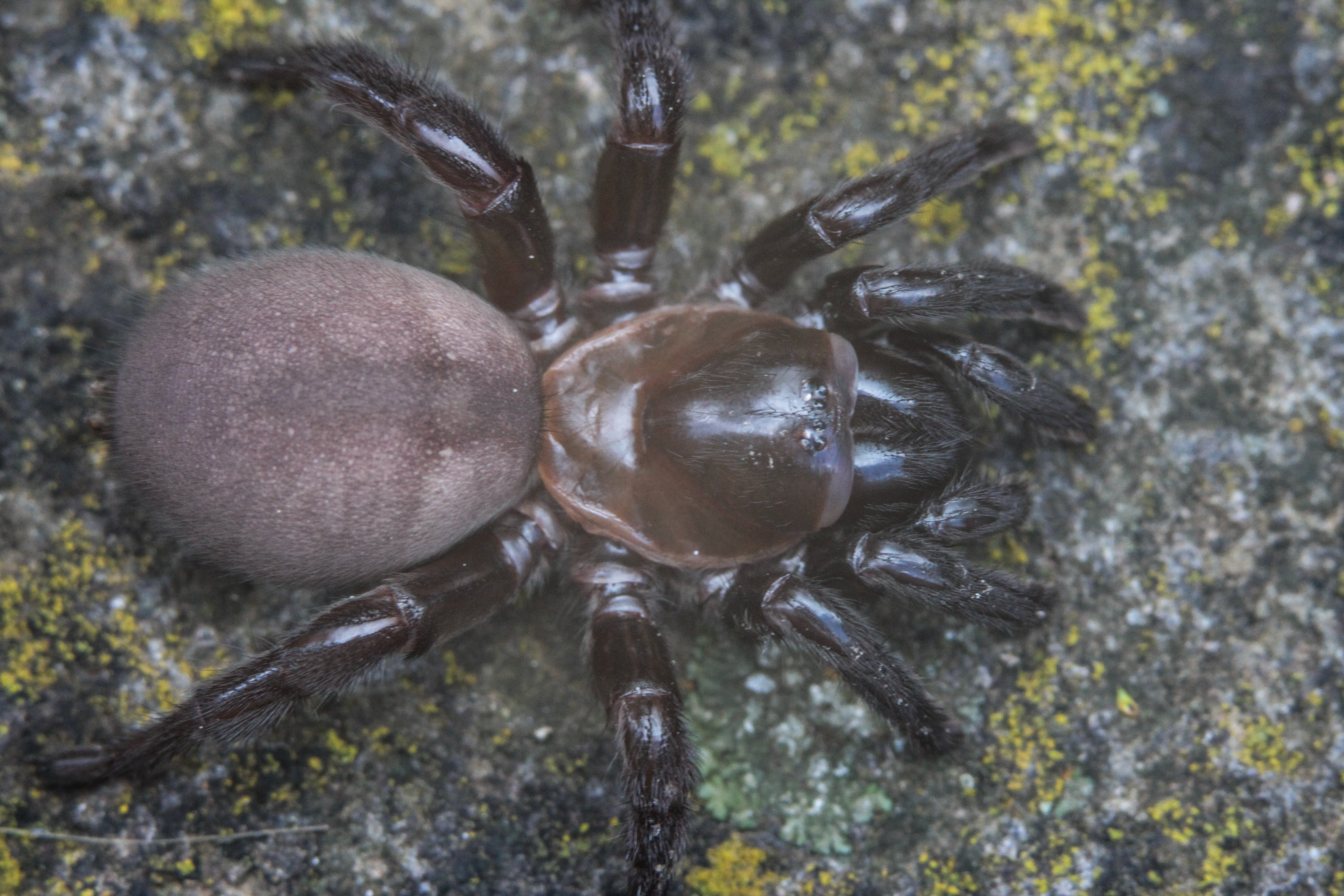
Amblyocarenum nuragicum

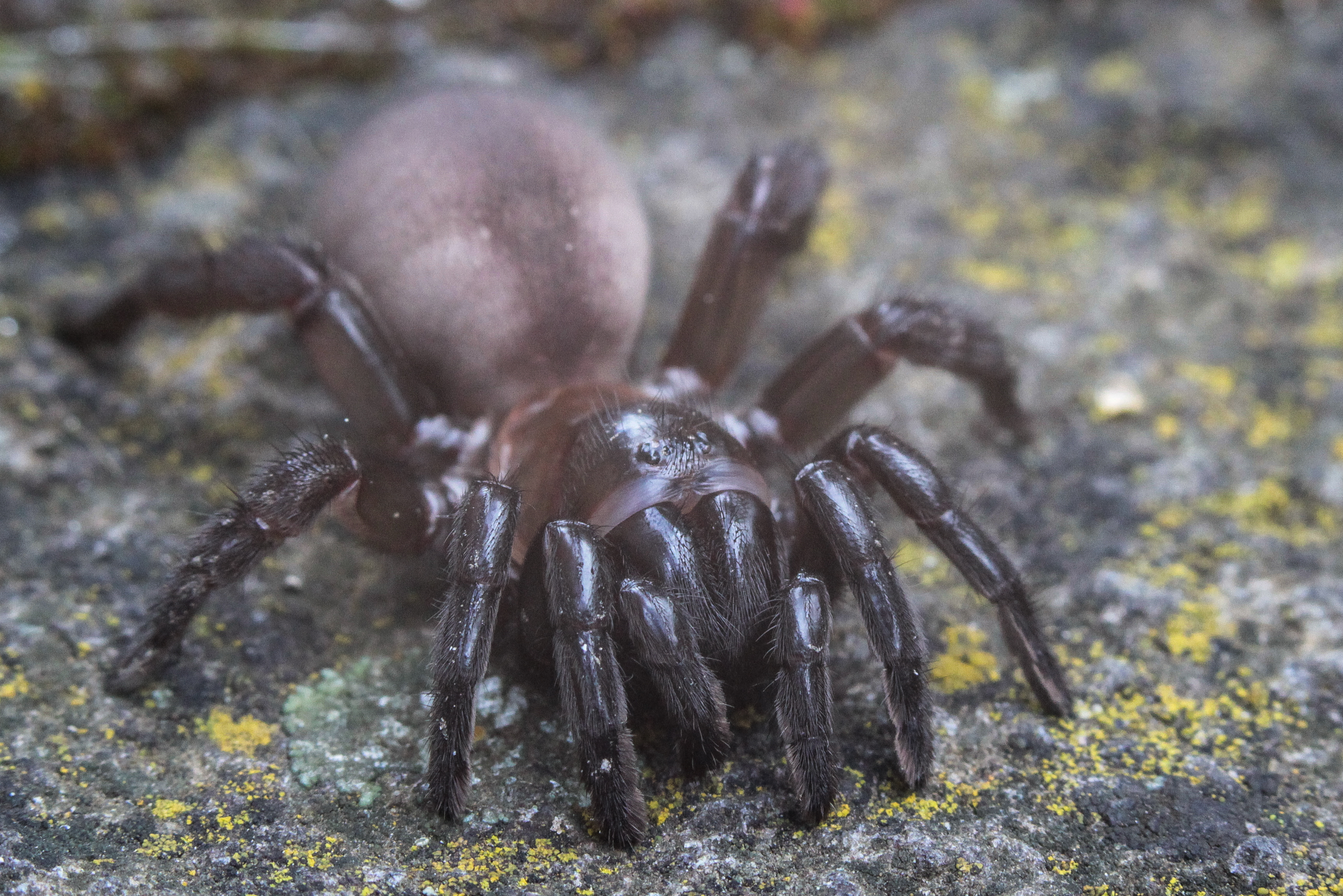
Amblyocarenum nuragicum

Le mâle holotype mesure 13,5 mm et la femelle paratype 25,1 mm

## Publication originale
- Decae, Colombo & Manunza, 2014 : Species diversity in the supposedly monotypic genus Amblyocarenum Simon, 1892, with the description of a new species from Sardinia (Araneae, Mygalomorphae, Cyrtaucheniidae). Arachnology, vol. 16, no 6, p. 228-240.